# NGC 7770
NGC 7770 est une galaxie lenticulaire située dans la constellation de Pégase. Sa vitesse par rapport au fond diffus cosmologique est de 3 886 ± 26 km/s, ce qui correspond à une distance de Hubble de 57,3 ± 4,0 Mpc (∼187 millions d'al). NGC 7770 a été découverte par l'ingénieur irlandais Bindon Stoney en 1850.
NGC 7770 présente une large raie HI et renferme des régions d'hydrogène ionisé (HII).

## Galaxies en interaction

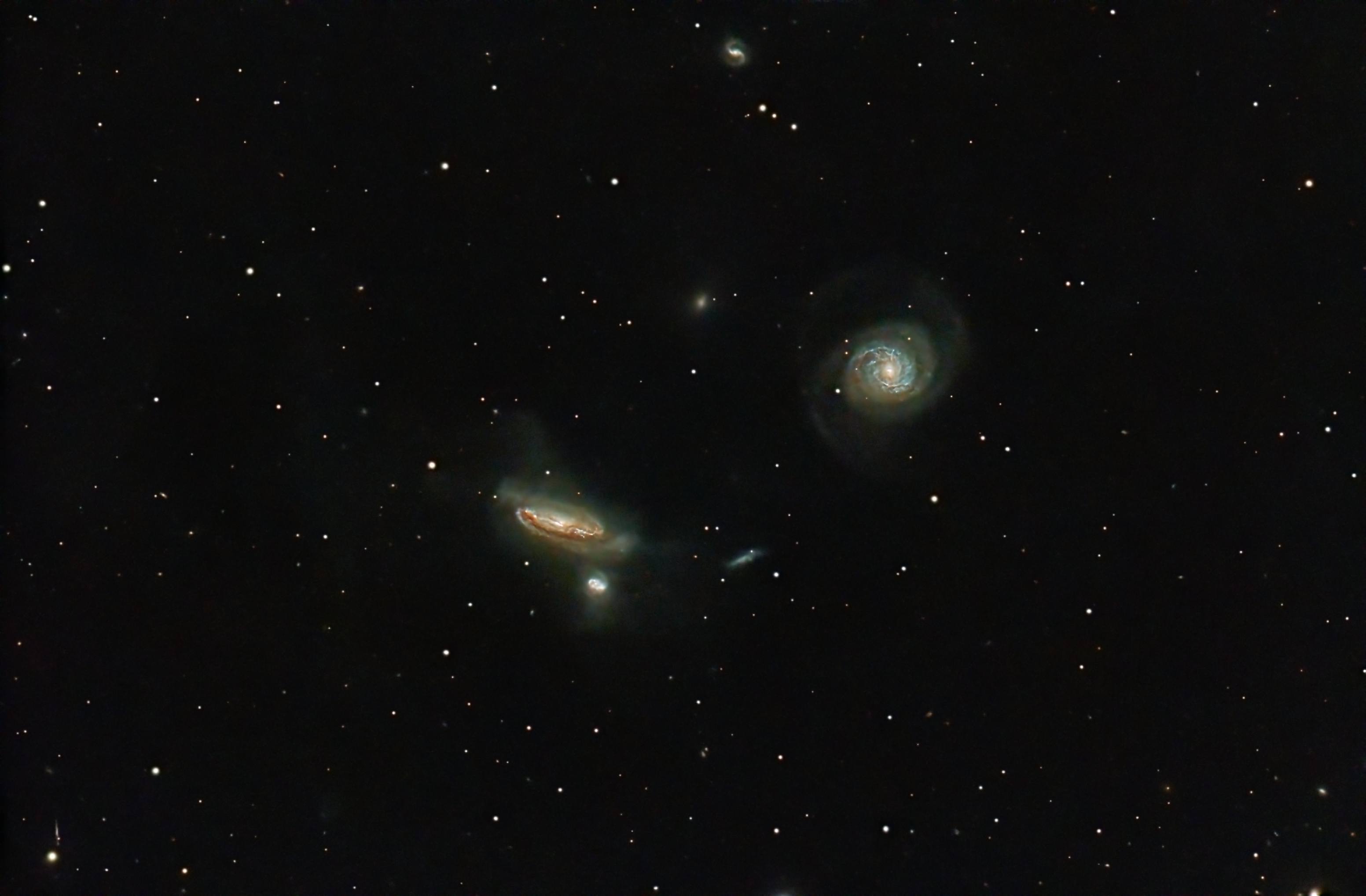
Le triplet de galaxies NGC 7769 (droite), NGC 7770 et NGC 7771 imagé par Juan Lacruz.

NGC 7770 forme un triplet de galaxies en interaction gravitationnelle avec ses voisines NGC 7769 et NGC 7771. La galaxie principale du groupe, NGC 7771, a subi une rencontre rapprochée avec la galaxie spirale NGC 7769 et une autre plus récemment avec NGC 7770. NGC 7769 apparaît aujourd'hui, vue depuis la Terre, plus éloignée des deux autres, mais la possibilité d'une seconde rencontre entre elle et NGC 7771 dans un avenir lointain n'est pas exclue,.

## Groupe de NGC 7771
Selon A.M. Garcia, NGC 7770 est membre du groupe de galaxies de NGC 7771. Le groupe de NGC 7771 comprend au moins 4 membres, soit NGC 7769, NGC 7770, NGC 7771 et NGC 7786.
Selon un article publié en 2016, la galaxie PGC 214993 (ou NGC 7771A) forme avec NGC 7769, NGC 7770 et NGC 7771 un quartet de galaxies en interaction. La distance de Hubble de PGC 214993 est égale à 55,23 ± 3,89 Mpc (∼180 millions d'al), soit relativement proche de celles des autres galaxies du groupe. Il est donc possible qu'elle en fasse effectivement partie.